# Wild Cat (альбом)
Wild Cat — дебютный студийный альбом британской хеви-метал-группы Tygers of Pan Tang, выпущенный 23 августа 1980 года на лейбле MCA Records. Альбом занял 18 строчку в UK Albums Chart и продержался в чарте 5 недель. Вскоре после выпуска альбома, вокалист Джесс Кокс поссорился с остальными участниками и покинул группу.
В 1989 году альбом был переиздан в качестве двойного LP со вторым альбомом Spellbound. В 1997 году Wild Cat был переиздан на CD с восемью бонус-треками.

## Список композиций
Слова и музыка всех песен — Джесс Кокс, Брайан Дик, Ричард Лос и Робб Вейр.
| №   | Название               | Длительность |
| --- | ---------------------- | ------------ |
| 1.  | «Euthanasia»           | 3:44         |
| 2.  | «Slave to Freedom»     | 5:55         |
| 3.  | «Don’t Touch Me There» | 2:59         |
| 4.  | «Money»                | 3:18         |
| 5.  | «Killers»              | 6:36         |
| 6.  | «Fireclown»            | 3:15         |
| 7.  | «Wild Catz»            | 3:06         |
| 8.  | «Suzie Smiled»         | 5:12         |
| 9.  | «Badger Badger»        | 4:10         |
| 10. | «Insanity»             | 6:26         |

| №   | Название                                     | Длительность |
| --- | -------------------------------------------- | ------------ |
| 11. | «Rock and Roll Man»                          |              |
| 12. | «Alright on the Night»                       |              |
| 13. | «Tush» (кавер-версия ZZ Top)                 |              |
| 14. | «Straight as a Die»                          |              |
| 15. | «Don’t Take Nothing»                         |              |
| 16. | «Bad Times»                                  |              |
| 17. | «Burning Up»                                 |              |
| 18. | «Don’t Touch Me There» (оригинальная версия) |              |

## Участники записи
- Джесс Кокс — вокал
- Робб Вейр — гитара, бэк-вокал
- Ричард «Роки» Лос — бас-гитара, бэк-вокал
- Брайан «Биг» Дик — ударные

Производство
- Крис Цангаридес — продюсер, звукорежиссёр
- Эндрю Уорвик — ассистент звукорежиссёра
- Cream — дизайн
- Пит Вернон — фотографии